# Balakot (Beludżystan)

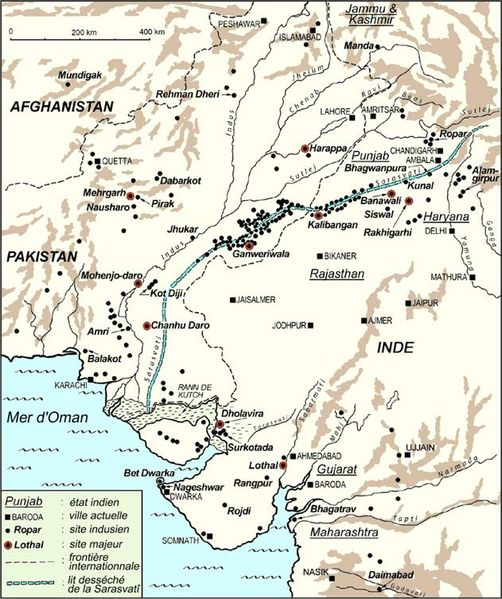
Położenie Balakotu na mapie doliny Indusu

Balakot, Kot Bala – starożytna osada protomiejska zaliczana do cywilizacji doliny Indusu, a wcześniej tworząca własny obszar kulturowy w czasach przedharappańskich. Obecnie stanowisko archeologiczne w południowym Pakistanie, w regionie Beludżystan, nieopodal wybrzeża Mekranu, w niedalekiej odległości od morza Arabskiego. 
Osada protomiejska w Balakocie poprzedza cywilizację doliny Indusu o wiele stuleci, tworząc początkowo własny obszar kulturowy, nazywany dziś kulturą Balakotu. Miejsce to jest szczególnie ważne ze względu na bliskość Morza Arabskiego i jego zatoki Sonmiani. Uważa się, że było jednym z głównych portów, z którego kupcy z Indusu wypływali na wybrzeża Półwyspu Arabskiego.

## Wykopaliska
Ruiny osady w Balakocie zostały odkryte w latach 1959-1960 przez Roberta Raikesa. W tym samym czasie odkryte zostały inne nadbrzeżne stanowiska – Sutkagen Dor  i Sotkha Koh.
Pierwsze wykopaliska archeologiczne w tym miejscu były prowadzone przez profesora George'a F. Dalesa z Uniwersytetu Kalifornijskiego w Berkeley w latach 1973-1974. Jest to jedyne miejsce w regionie, które zostało profesjonalnie przebadane, lecz całość badań nie została dotychczas upubliczniona.
Dzieje stanowiska archeologicznego w Kot Bala dzieli się na następujące okresy:
- Okres Balakot I – 3500/3000 p.n.e. - 2600 p.n.e. - okres przedharappański, rozwój kultury Balakotu, która wykazuje znaczne podobieństwa do sąsiedniej i rozwijającej się w podobnym czasie kultury Amri z głównymi ośrodkami w Sohr Damb oraz Amri. Okres ten dzieli się na cztery podokresy: 
  - IA – najwcześniejszy okres, pojawia się w nim ceramika wytwarzana z użyciem koła garncarskiego. Wiele kształtów i motywów zapoczątkowanych w tym czasie pojawia się przez cały okres I. Liczne są motywy roślinne. Licznie występują naczynia ceramiczne dwu- i wielobarwne, bardzo podobne do tych z Amri, Sohr Damb i Nausharo. Popularne są wzory geometryczne, szczególnie trójkąty.
  - IB– okres podobny do poprzedniego, pojawia się w nim ceramika typowa dla okresu Togau, który wystąpił też w innych miastach regionu, w tym w Mehrgarhu. Pojawiają się motywy roślinne i zwierzęce, które w porównaniu do okresu poprzedniego, są dużo bardziej stylizowane niż naturalistyczne.
  - IC - z tego okresu zachowało się zdecydowanie więcej zabytków niż z okresów poprzednich. Kończą się tutaj wpływy związane z kulturą Amri czy okresem Togau. Kontynuowane są motywy zwierzęce i roślinne. Pojawiają się naczynia o zdecydowanie bardziej skomplikowanych kształtach, jak podłużne wazy o wywiniętych brzegach, dzbany z długimi szyjami. Licznie występują dwukolorowe kubki. Pojawiają się nowe motywy zdobnicze, takie jak łuska ryby, sieć rybacka. Angoba przyjmuje bardzo ciemne, czerwonawe i brunatne odcienie.
  - ID – jest to okres zdecydowanie uboższy w zabytki niż poprzedni. Ceramika zaczyna wykazywać prototypowe cechy typowe dla późniejszej ceramiki harappańskiej, jednak różnica pomiędzy ceramiką ID a II jest zdecydowanie widoczna w kształtach naczyń, technice wytwarzania i motywach zdobniczych. W przeciwieństwie do analogicznego okresu ID w sąsiednim Nausharo, brakuje w ceramice okresu Balakot ID cech wskazujących na to, że był to okres pośredni okresem pierwszym i drugim, a okres II prawdopodobnie pojawił się z zewnątrz, a nie jest efektem ewolucji z okresu ID.
- Okres przejściowy  – 2600 p.n.e. - 2500 p.n.e. - brak śladów bytności człowieka, Balakot jest opuszczone.
- Okres Balakot II – 2500/2450 p.n.e. - 1850 p.n.e. - okres przynależności do kultury harappańskiej.

Górne, płytsze poziomy stanowiska archeologicznego należą do cywilizacji Indusu, podczas gdy niższe, głębsze poziomy charakteryzują się wcześniejszą, własną kulturą. Mimo, iż wykopaliska dowodzą, że pewne wczesne elementy kultury harappańskiej są już dostrzegalne w kulturze późnego Balakotu, pomiędzy obiema fazami rozwoju osady widać wyraźny okres przejściowy obejmujący, w zależności od datowania, od 100 do 250 lat, z którego brak jakichkolwiek śladów zamieszkania osady. Podejrzewa się, że pojawienie się późniejszej kultury Indusu nastąpiło w sposób nagły, prawdopodobnie przez migrację ludności.
Nowsze interpretacje wyników badań z lat 70. XX wieku twierdzą, że okres przejściowy w Balakocie mógł być znacznie krótszy niż dotychczas sądzono. Wskazuje się, że warstwa osadów z czasów przejściowych ma nieregularną grubość, a pozostałości z okresów I i II bywają wymieszane ze względu na erozję. Vogt twierdzi, że pomimo pojawiania się induskich motywów i kształtów w okresach IC oraz ID, okres II (właściwy harappański) nie jest efektem rozwoju okresów poprzednich bezpośrednio w Balakocie, a pojawieniem się osadników z dojrzałej kultury harappańskiej po krótkim okresie trwania pustki osadniczej. Dokładne określenie ram czasowych wymaga nowszych badan o rozszerzonym zakresie, w tym dokładnej analizy artefaktów archeologicznych z okresu II. 

## Kultura Balakotu
Stanowisko w Balakot jest obecnie jedynym znanym, w którym owa kultura się rozwijała, choć ma ona wiele wspólnego z sąsiednimi kulturami rozwijającymi się w tym samym czasie. Ceramika będąca wytworem tej kultury bardzo przypomina ceramikę, jaką produkowano w kulturze Amri.
Datowanie radiowęglowe trzech próbek ceramiki z tego okresu wskazało na ich pochodzenie z lat 3500–3000 p.n.e. Inni archeolodzy podają również datę 4000 p.n.e. jako datę powstania tej osady.
Jeszcze wcześniej, bo w piątym tysiącleciu p.n.e., w górach Mekranu, w dolinie rzeki Kech rozwijała się neolityczna kultura nazywana kulturą Kechu-Mekranu. Balakot było wówczas częścią tej sieci osadniczej.

## Paleniska i piece
Wykopaliska na głębszych, przedharappańskich osadach w Balakocie dostarczyły dowodów na istnienie w tamtym czasie prostych pieców. Palenisko było najprawdopodobniej używane do produkcji przedmiotów ceramicznych. Bardziej skomplikowane piece, datowane na dojrzałą fazę cywilizacji Indusu (około 2500–1900 p.n.e.), również odkryto na tym stanowisku.